# La tierra moribunda
La Tierra moribunda es una colección de cuentos fantásticos del escritor estadounidense Jack Vance, publicada por el editorial Hillman en 1950. Vance volvió a utilizar este escenario en 1965 y posteriormente, convirtiéndose de esta forma en el primer libro de la Saga de la Tierra moribunda. Se le cambió el título a Mazirian el mago en la edición de sus obras de 2005, el título del segundo de los seis cuentos recopilados. La base de datos Internet Speculative Fiction Database describe el libro como una "serie de historias ligeramente conectadas", pero con todo ocupó el puesto 16 entre las 33 "mejores novelas de fantasía de todos los tiempos" en una encuesta de suscriptores de la revista Locus en 1987. Fue, asimismo, uno de los cinco finalistas del Premio Hugo Retrospectivo a la Mejor Novela ("Retro Hugo") en 2001.

## Historias
Los siguientes seis cuentos aparecieron en la colección original:
- "Turjan of Miir" (Turjan de Miir)
- "Mazirian the Magician" (Mazirian el mago)
- "T'sais"
- "Liane the Wayfarer" (Liane el caminante)
- "Ulan Dhor"
- "Guyal of Sfere" (Guyal de Sfere)

## Ambientación
Todas las historias están ambientadas en un futuro lejano indefinido de la Tierra, cuando el sol se acerca al final de su vida. El cielo varía de rosa a azul profundo, iluminado por un tenue sol rojo, y existen muchas plantas y animales extraños. Gran parte de la historia se desarrolla en el país boscoso de Ascolais y en las ciudades en ruinas que adornan el paisaje. 
El escenario está marcado por la presencia de ruinas antiguas inexplicables y otros fragmentos de civilizaciones ahora en decadencia. La población humana se está reduciendo y la mayoría vive en las estructuras restantes construidas hace mucho tiempo, en diversos grados de ruina, miseria o lujo. Además, muchas personas hacen uso de tecnología o magia que fueron creados mucho tiempo atrás, pero que ya no comprenden. Nunca se hace una distinción entre la tecnología creada a través de la ciencia y la creada por la magia: la línea entre las dos es borrosa y se implica fuertemente que las dos son en última instancia indistinguibles. Los personajes de las historias son conscientes de que viven en una "Tierra moribunda" y, a menudo, hacen referencias nihilistas y despreocupadas al hecho de que a su planeta no le queda mucho más de vida, asumiendo que el sol pronto se apagará. Nunca se explica cuánto tiempo le queda de vida a la Tierra: podrían ser sólo décadas, o posiblemente miles o millones de años. 
Muchas de las personas más importantes de Ascolais son magos. En la Tierra moribunda, los magos usan la magia principalmente memorizando fórmulas largas para hacer hechizos y luego activándolas diciendo las órdenes apropiadas. Una vez lanzada, la fórmula del hechizo se olvida instantáneamente, lo que requiere que el mago los vuelva a leer y memorizar. Este novedoso concepto para el uso de la magia fue extremadamente influyente, especialmente en otros creadores como Gary Gygax, e incluso formó la base de todo el sistema de magia en el popular juego de rol Dungeons & Dragons creado por él.
Puesto que incluso los magos más talentosos solo pueden memorizar y "cargar" un puñado de hechizos, los magos también tienen que apoyarse en reliquias mágicas y otras habilidades o talentos para protegerse. Solo quedan cien hechizos que aún conoce la humanidad, de los miles que fueron descubiertos a lo largo de la historia. El personaje de Pandelume da a entender que lo que la gente de la Tierra moribunda llama "magia" en realidad tiene un origen científico, y sugiere que muchos hechizos se inventaron mediante el uso de las matemáticas y las ciencias mundanas.